# Laemonema barbatulum
Laemonema barbatulum är en fiskart som beskrevs av Goode och Bean, 1883. Laemonema barbatulum ingår i släktet Laemonema och familjen Moridae. Inga underarter finns listade i Catalogue of Life.